# 知らなくて委員会
『知らなくて委員会』（しらなくていいんかい）は、2020年11月23日より北海道放送（HBCテレビ）にて初回放送され、1シーズンごと全4話で放送しているバラエティー番組。

## 概要
北海道発のトレンド先取りバラエティーながら、全国、世界で話題になっている人やモノを紹介する番組。
2020年11月23日の初回放送から11月30日、12月7日、12月14日と4週連続、『知らなくて委員会・シーズン1』を、2021年3月29日から、4月5日、4月19日、4月26日の4週で、『知らなくて委員会・シーズン2』が放送され、2021年9月6日から、9月13日、9月20日、9月27日の4週で、『知らなくて委員会・シーズン3』2022年3月9日、3月16日、3月23日、3月30日の4週連続で『知らなくて委員会・シーズン4』を放送。そして、2022年7月6日、7月13日、7月27日、8月3日の4週で『知らなくて委員会・シーズン5』HBCでの放送後、無料動画配信サービスTVerでも配信している。放送エリアも徐々に拡大中。名古屋（CBC）、鹿児島（MBC）、福島（TUF）でも遅れて放送。
ミキ、朝日奈央、ゆきぽよが、放課後の学園教室に噂の人物と展開するトークバラエティ。
シーズン恒例企画として若手芸人のショートネタ（1分）バトル「知らなくて-1グランプリ」があり、ぱーてぃーちゃんはここで優勝したのをきっかけに正式に結成した。

## 現在の出演者
- 昴生（ミキ）
- 亜生（ミキ）
- 朝日奈央
- ゆきぽよ
- HARUNA（SCANDAL）※ナレーション担当

## 過去のゲスト

### シーズン1
- マルコス【世界中で怪魚を釣りまくるギャルYouTuber】
- 早川郷実【韓国ドラマ「愛の不時着」で話題のヒョンビンに人生を捧げる主婦】
- レンタルぶさいく【注目の令和最新サービス“レンタルぶさいく”】
- 篠原祐太【地球を救う?昆虫を寵愛するラーメン界の革命児】
- ユッコ・ミラー【どんなものも楽器にしちゃうプロサックスプレイヤー】

#### 芸人ショートネタ選手権
- 新作のハーモニカ
- ヒロカズ劇場
- 男スペシャル
- ロングロング
- まとばゆう
- トンコツポンコツ
- ソロデビュー's
- ミキオ
- トゥルットゥー
- ジャイアントジャイアン

### シーズン2
- 村方乃々佳【世界からも注目!天使の歌声をもつ小さな歌姫】
- 谷田圭太【危険生物すらも手づかみ!凄腕の天然食材ハンター】
- ほづみ【365日24時間!シルバニアファミリーと生きる女子大生】
- 中田花奈（元乃木坂46）【アイドルからまさかの転身!プロ雀士となった元乃木坂46】
- 毛並みん【毛並みんキングダム発!?謎の妖精アイドル】
- 今井田彩那【富士フイルムになりたい!SNSで話題の富士フイルム愛好家】

#### 知らなくて-1グランプリ
- 世間知らズ
- 木村ファミリー（元木敦士・まーな・みよこ・高田千尋）
- ぱーてぃーちゃん　※初代王者
- まんざらでもねぇ
- にゃんパー（あいなぷぅ・アンゴラ村長）
- シマッシュレコード
- スカーレット
- ヒッキー北風

### シーズン3
- バーディー【自宅に1500個以上! グミを愛する女性】
- 菅野結以【サウナを愛しすぎて熱波師になったカリスマモデル】
- ダイ&レイカ【聖飢魔IIをこよなく愛する白塗り夫婦】
- かほ【注目を集める人気登山YouTuber】
- 岡田幸雄【年間2000食パンシェルジュ】
- いかいかよしか【生まれ変わったらイカになりたい!イカに沼る女子大学院生】
- 今井麻椰【二足のわらじで大奮闘!日本一売れているいかめし屋社長】

#### 知らなくて-1グランプリ
- 放課後ハートビート
- ドリルフィンフィンズ
- 11月のリサ
- ニュートンズ
- カップルノテイ
- 魔族
- サービスエリア
- いかちゃん
- ヴィレッジ　※2代目王者

### シーズン4
- MAMI（SCANDAL）【激辛とはアトラクション？一味に魅了された美人ミュージシャン】
- ミルクマイスター高砂【飲んだ種類は500以上!牛乳をこよなく愛するデザイナー】
- オッティモちゃん【見た目のインパクト絶大!行列ができる話題の占い師】

#### 知らなくて-1グランプリ
- Everybody
- むげん
- Hi TEENS
- Yes!アキト[4]
- アイリー
- はなる
- ツヨシっ!
- ぶたマンモス
- こゝろ
- 岩ちゃん　※3代目王者
- ちゃんぴおんず
- ナオ・デストラーデ

### シーズン５
- 白井悠介【理想の緑を追い求める?話題アニメ人気声優の偏愛ぶりに迫る】
- クリソー王【クリソー王が厳選!夏を演出するエモいクリームソーダの世界】
- ぱーてぃーちゃん・エルフ【東西ギャル芸人ロケ対決】
- ソーメン二郎【ソーメン研究家が考案！夏にぴったりアレンジソーメン】

#### 知らなくて-1グランプリ
- スカチャン　※4代目王者
- Now on sale
- ランパンプス
- こじらせハスキー
- チャンバラZ
- いぬ
- 横山天音
- オッパショ石
- 安心安全
- リンダカラー∞
- Jaaたけや
- ふぁのシャープ

### シーズン6
- 横原悠毅（IMPACTors / ジャニーズJr.）【生粋のお笑いマニア】
- 芳澤ルミ子【猫の睾丸"にゃんたま"だけを撮る写真家】
- 小林美砂子【コロッケ愛好家】
- しずかちゃん【女性混浴マニア】
- ぱーてぃーちゃん【ギャル学園にロケ】

#### 知らなくて-1グランプリ
- マイアミバスケットボールクラブ
- ドンココ
- サルベース　※5代目王者
- ウメ
- きつね日和
- やままん
- ミスター大冒険。
- 戦慄のピーカブー
- らびっとビーチ
- マジメニマフィン
- チェリー吉武
- さんさんず

## 放送時間
- 不定期4週連続月曜日（シーズン1～3）：23:56 - 0:26
- 不定期4週連続水曜日（シーズン4～6）：23:56 - 0:26

## スタッフ
- 構成：清山智之・長崎周成・竹村洪作・いけんどなおき
- 撮影：橋口和利
- 音声：加藤誠
- ＶＥ：宇土博喜
- 照明：菊池泰也
- 美術：林政之
- ロゴ：桒野玲
- 音効：大貫孝輔・古川恵未
- 編集：小林明日美
- ＭＡ：小野夏実
- リサーチ：田原拓郎・若槻春乃・長澤ゆきの（フォーミュレーション）
- ディレクター：伊東大吾・江口きぬえ・河村隆史・新開嘉見・林拓哉・奥田直貴・谷川孟・後藤孝道・遠藤広大・中野亮太・石井博貴
- アシスタントディレクター：鴨下真衣・木村友郁・松田直人・高山莉沙・稲垣安希・
- プロデューサー：梅野麻未
- 演出・プロデューサー：小宮泰也
- チーフプロデューサー：山田文裕
- 制作協力：イースト・エンタテインメント（シーズン１・２）・イースト・ファクトリー（シーズン3～）
- 製作著作：HBC北海道放送